# Escudo de la provincia de Salta
El escudo de la provincia de Salta es una imagen de forma oval, siguiendo la forma general del escudo nacional, con una estrella y un sol al centro. El escudo está diseñado sobre tres conceptos básicos: el ideal güemesiano, la lucha de los hombres y mujeres que dieron su vida por la independencia de Argentina y la identidad salteña.
La provincia de Salta ha utilizado diversos escudos a lo largo de su historia, hasta adoptar el escudo definitivo en 1946 por Ley N.º 749.

## Historia
Durante el Imperio Español  la Ciudad de Salta utilizó inicialmente el Escudo de Armas del Rey de España hasta que, en ocasión de la asunción del rey Carlos IV de Borbón, en 1788, la ciudad diseñó una medalla que sería también su sello y escudo. La misma representaba un conquistador y su perro, en guerra con un indígena, recortados sobre un río, árboles y un cerro. Luego de la Revolución de mayo de 1810 que dio inicio al proceso de independencia, la ciudad modificó el escudo quitando al indígena que estaba representado en el mismo.
También luego de la independencia, desde 1815, la provincia adoptó como sello el escudo nacional que había sido adoptado por la Asamblea del Año XIII, con la inscripción de la denominación de la provincia inscripta siguiendo el óvalo. La provincia también utilizó desde 1824 un escudo oval con un sol flamígero incaico, de 16 rayos, en el centro.
En la primera mitad del siglo XIX, los federales de Salta utilizaron el llamado "Escudo de la Libertad", una imagen enmarcada en un óvalo formado por ramas de olivo y laurel, unidas en la parte inferior con un lazo azul y blanco. En el centro se destaca una columna dórica, con la frase "Salta, firme columna de la libertad", de la que cuelga una cadena rota. A la izquierda una cruz y a la derecha tres cerros, detrás de los cuales se eleva un sol naciente.
Desde 1879 los sellos provinciales comenzaron a incluir en el centro una estrella de seis puntas con una cara aindiada. La estrella de seis puntas obedece a la condecoración que en 1817 el gobierno nacional concedió a los oficiales de las tropas de gauchos comandadas Martín Miguel de Güemes, luego de que los realistas debieran retirarse de la ciudad de Salta en mayo de ese año. Fue una idea del General  Manuel Belgrano, quien diseño personalmente el escudo y así se lo comunicó al propio Güemes en carta del 3 de junio de 1817. Luego alzó el proyecto al director Supremo, Juan Martín de Pueyrredon, indicando como debía ser el escudo y las cantidades correspondientes.
En 1920 la Asociación de Damas Descendientes de Guerreros y Próceres de la Independencia solicitaron que la provincia adoptara formalmente el Escudo de la Libertad, iniciativa que el estado provincial finalmente realizó en 1936.
En 1946 la Legislatura de Salta dejó sin efecto el escudo sancionado diez años antes, y por Ley N.º 749 aprobó un nuevo blasón, durante el gobierno de Lucio Alfredo Cornejo Linares, que se mantuvo desde entonces, y que es el que muestra la imagen ubicada en la parte superior del artículo, siguiendo las siguientes instrucciones incluidas en la norma citada:

a) Una elipse azul, rodeada de dos ramas de laurel, cruzadas en la parte superior y unidas en la parte inferior, por una cinta del mismo color del campo. Ocupando el centro de la elipse una Estrella de Plata con seis picos.
b) Ocupando el centro de la elipse una Estrella de Plata con seis picos.
c) Ocupando el centro de la Estrella, un Sol de Oro, radiante de treinta y dos rayos.
Ley 749.

## Simbología heráldica
Las imágenes centrales del escudo son la estrella plateada de seis puntas y el sol amarillo radiante de 32 rayos. 
La estrella representa a Güemes y con él al vínculo de la provincia con el ejemplo güemesiano, reproduciendo la condecoración que Güemes y sus oficiales recibieran en 1817; las seis puntas de la estrella simbolizan a los seis héroes defensores de la ciudad de Salta: el general Martín Miguel de Güemes, los comandantes Luis Burela y Pedro Zabala, los sargentos mayores Apolinario Saravia y Juan Antonio Rojas y el capitán Mariano Morales. Originalmente las puntas eran de picos dobles, pero con el correr de los años fueron modificadas.
La plata de la estrella, alude al nombre de Argentina, literalmente, región de la plata.
El sol está tomado del escudo nacional, el que a su vez está tomado del emblema de los incas. El sol fue incluido en el escudo nacional por el platero cuzqueño Juan de Dios Rivera. Francisco Bilbao dice que Rivera "cambió la corona real por el sol, emblema de los incas". Simboliza la independencia, las raíces indígenas y la identidad americana.
La laurea (los laureles) que forman el óvalo representa la victoria y el logro de la independencia; el Himno Nacional Argentino, dedica dos versos a este símbolo: "Sean eternos los laureles,/que supimos conseguir..." 
El fondo azul, combinado con la estrella de plata (blanca) y el sol amarillo dentro de ella, reproduce los colores y el diseño de la bandera argentina.